# Katrin Loo
Katrin Loo (Tallin, Estonia; 2 de enero de 1991) es una futbolista estonia. Juega como delantera y su equipo actual es el FC Flora Tallin de la Naiste Meistriliiga, además forma parte de la selección nacional femenina de Estonia.

## Selección nacional
Loo empezó a ser convocada por la Asociación Estonia de Fútbol a partir de 2007, debutando con la selección de Estonia con tan solo dieciséis años el 26 de mayo de ese año, en Šiauliai, con motivo de la Copa Báltica femenina. Posteriormente continuó siendo convocada con la selección absoluta, esporádicamente hasta 2008 y regularmente desde 2009, año en el que hizo cinco apariciones también con la selección sub-19.
Desde entonces ha participado en todas las fases clasificatorias para la Eurocopa Femenina y de la Copa Mundial Femenina de Fútbol con su selección, sin llegar nunca a ninguna fase final.

## Palmarés
FC Flora Tallin
- Naiste Meistriliiga (1): 2018.
- Copa de Estonia Femenina (4): 2007, 2008, 2018, 2019.
- Supercopa de Estonia Femenina (1): 2019.

## Distinciones
- Máxima goleadora de Naiste Meistriliiga (2): 2007 (30 goles), 2018 (29 goles).